# 気賀重躬
気賀 重躬（けが しげみ、1901年（明治34年）8月8日 - 1958年（昭和33年）3月24日）は、日本のキリスト教神学者、牧師、青山学院大学学長。

## 生涯

### 出生から学生時代
1901年8月8日、静岡県引佐郡気賀町に、気賀定吉・すみ子の長男として生まれた。気賀小学校、静岡県立浜松第一中学校で学んだ。1916年1月7日に日本基督教団浜松教会にて鵜飼捨吉牧師より洗礼を受け、1919年4月、青山学院神学部に入学。1923年5月、第1回全国学生英語演説大会に青山学院代表として出場し、第1位となった。

### 大学卒業後
1924年3月に青山学院を卒業し、同年4月から本郷中央教会の副牧師となる。1925年4月から日本メソヂスト小樽教会の牧師、1927年4月から日本メソヂスト浅草教会の牧師、1928年4月から日本メソヂスト銀座教会の副牧師を務めた後、同年同月より青山学院神学部の講師となった。1942年8月から2年間、アメリカ合衆国カリフォルニア州の太平洋神学院に留学。学位論文『サクラメンタリズムの起源と発達』を提出してマスター・オブ・アーツの学位を取得した。
1934年5月から日本メソヂスト碑文谷教会の牧師および青山学院神学部の講師に着任。1937年4月に青山学院神学部の専任教授に昇任。1939年4月から青山学院高等商業学部の教授、1944年4月から青山学院工業専門学校、1946年4月から青山学院専門学校の教授も兼任した。1949年4月に青山学院大学文学部教授に昇任。1951年4月より青山学院大学文学部長、1956年1月より青山学院大学学長を務めた。
1958年3月24日、死去。享年56歳。同年3月28日に青山学院大学のプラット・スプロールズ講堂において大学葬が行われた。

## 受賞・栄典
- 1958年：従五位勲四等瑞宝章を贈られた[10]。

## 家族・親族
- 子：気賀健生は西洋史研究者。青山学院大学名誉教授[3]。

## 著作

### 単著
- 『概説教会史』日独書院邦文部〈基督教教程叢書 第5編〉、1932年6月。
- 『評伝ウエスレイ 人物・思想・運動』日独書院〈基督教教程叢書 第17編〉、1936年8月。NDLJP:1117043。
- 『基督論史』教文館、1942年8月。
- 『聖書と文化史』現代新約聖書註解全書刊行会、1943年1月。NDLJP:1051976。
- 『東亜基督教史』新光閣、1943年2月。NDLJP:1040869。
- 『日本の代表的基督者』日本基督教団出版事業部〈新日本建設叢書 第4輯〉、1947年9月。
- 『基督論』日本基督教団出版事業部〈新日本建設叢書 第6輯〉、1947年11月。
- 『キリスト教会の歴史』創元社〈宗教教科書高等学校用 第2学年前期〉、1949年3月。
- 『基督教史』木水社、1949年10月。
  - 『基督教史』和田書店、1953年4月。
- 『教会』創元社〈キリスト教叢書 第10〉、1953年10月。
- 気賀健生 編『気賀重躬遺文集』気賀健生、1964年3月。
- 『教会と文化』創元社、1984年3月。ISBN 9784422143088。

### 編集
- 『青山学院生活』現代思潮社、1953年9月。

### 翻訳
- ウイリアム・ラルフ・イング、デヴイツド・ケエーン、フエアラン・ハリデイ、タルボツト、ウイリアム・ブラウン、アリイア『神に喘ぐ 人格宗教の基調』新洋社、1925年3月。
- ヘンリー・ドラモンド『愛の考想』基督教書類会社、1926年。
- J.H.ジョウエット『一日一祷』田園協会出版部、1930年11月。
- ジョン・ウエスレイ『信仰日誌』西村書店、1948年7月。NDLJP:1041136。
- ローランド・H.ベイントン『世界キリスト教史物語』教文館、1953年9月。
  - ローランド・H.ベイントン 著、気賀重躬・気賀健生 訳『世界キリスト教史物語』（改訳版）教文館、1953年9月。

### 共編
- 浅野, 順一、気賀, 重躬、熊野, 義孝共編 編『現代基督教辞典』キリスト新聞社、1950年11月。
- 気賀, 重躬、熊野, 義孝、松村, 克己共編 編『キリスト教の教義』修道社〈現代キリスト教講座 第1巻〉、1956年2月。
- 気賀重躬・熊野義孝・松村克己共 編『キリスト教と聖書』修道社〈現代キリスト教講座 第2巻〉、1956年3月。
- 気賀重躬・熊野義孝・松村克己共 編『キリスト教の歴史』修道社〈現代キリスト教講座 第3巻〉、1956年4月。
- 気賀重躬・熊野義孝・松村克己共 編『キリスト教の思想』修道社〈現代キリスト教講座 第4巻〉、1956年5月。
- 気賀重躬・熊野義孝・松村克己共 編『キリスト教と現代思想』修道社〈現代キリスト教講座 第5巻〉、1956年8月。
- 気賀重躬・熊野義孝・松村克己共 編『キリスト教と文学』修道社〈現代キリスト教講座 第6巻〉、1956年6月。

## 参考
- 日本人名大辞典
- 古坂嵓城『青山学院八十五年史』青山学院、1959年11月1日。
- 気賀健生 編「気賀重躬・略歴」『気賀重躬遺文集』気賀健生、1964年3月25日、14-16頁。
- 『青山学院九十年史』青山学院、1965年9月20日。
- 阿佐ヶ谷教会史資料委員会 編『阿佐ヶ谷教会八十年史』日本基督教団阿佐ヶ谷教会、2005年3月27日。